# 中沢啓治
中沢 啓治（なかざわ けいじ、本名同じ。1939年〈昭和14年〉3月14日 - 2012年〈平成24年〉12月19日）は、日本の漫画家。
代表作に『はだしのゲン』など、広島市への原子爆弾投下による自身の被爆体験を基に、戦争・平和を題材とした作品を数多く発表している。

## 生涯
代々漆塗りを生業としていた家に、4男2女の6人兄弟の4番目の子（三男）として出生、広島県広島市舟入本町（現在の広島市中区舟入本町）に生まれ育つ。父は日本画家、蒔絵師で、演劇活動にも参加。反戦主義者のため、思想犯として特別高等警察により連行され、1年2カ月の間拘置され、拷問を受けたような人物だったという。
1945年（昭和20年）8月6日、広島市立神崎国民学校（現在の広島市立神崎小学校）1年生だった時に広島で被爆した。友達の母親に呼び止められ、自身は建物の塀の影に入ったことで熱線を浴びず、奇跡的に助かるが、父、姉、末弟の3人を失った。次いで原爆投下当日に生まれた妹も4カ月半後に死亡。これらは『はだしのゲン』の原爆投下時のエピソードとほぼ同じである。
終戦後に手塚治虫の『新宝島』を読んで感動し、漫画を描き始める。広島市立江波中学校在学中は『漫画少年』などへの投稿に熱中。やがて漫画家になることを決意する。中学時代の1951年に刊行された長田新編による『原爆の子〜広島の少年少女のうったえ』の「序」には、被爆直前を記した中沢の手記の一部が引用されている。
中学卒業後に看板屋に就職し、そこで当時の中卒最高額の給料をもらった。そして初任給で食べたかったバナナと羊羹を買ったという。看板屋勤務の傍ら、夜は漫画を執筆し、日曜の休みに三本立ての映画を見る生活の中、漫画の投稿を何度も行い、『おもしろブック』に時代劇の読み切り漫画「地獄剣」が入選する。掲載されたのは表紙のカットのみだったが、初めて原稿料をもらう。
上京した際に相談した出版社の編集者にプロになることを勧められ、紹介してもらった一峰大二のアシスタントになるため、1961年2月に上京。日暮里駅近くのアパートに住んでいた。1962年、『少年画報』に「スパーク1」でデビューし、アシスタントを続けながら1年間連載した。連載終了後、辻なおきのアシスタントになり、『週刊少年キング』では「宇宙ジラフ」を3カ月連載。その後も一峰と辻のアシスタントで生活をしながら、『冒険王』『まんが王』『少年』『ぼくら』『週刊少年サンデー』などに読み切り作品を発表した。
1966年2月、看板屋時代の仲間に紹介された女性と結婚、翌年1月に娘をもうけた。
上京当初は周囲の原爆被爆者に対する差別の視線から、もう二度と原爆と言う言葉を口にすまいと決心し、自らが被爆した過去を妻も含め語りたがらず、少年向け漫画誌に原爆とは無縁の漫画を描いていた。転機となったのは1966年（昭和41年）の母の死で、広島に戻り火葬した際に「放射能のため」母の骨がすべて灰となり、遺骨がひとかけらも残らなかったこと、加えて火葬前にアメリカのABCC（原爆傷害調査委員会）が母の遺体の解剖を迫ったことに憤激を覚える（このエピソードについても作品内で描かれている）。これを機に原爆という言葉から逃げ回るのでなく、漫画の世界で戦うと決意した。初めて原爆を題材とした漫画「黒い雨にうたれて」を描き、完成した原稿を各出版社に持ち込むが、1年ほどの間、どこの出版社からも掲載を断られていた。
その間に生まれた娘の養育費を稼ぐため、テレビ番組や映画などのコミカライズを描いて過ごしていたが、1968年になって、持ち込んだ芳文社の『漫画パンチ』で一読して感動した編集長の理解により、描き上げてから2年の時を経て、ようやく5月に掲載された。他の漫画家や他社の編集者からの「黒い雨にうたれて」の好評を得て、編集長からの依頼で「黒い川の流れに」「黒い沈黙の果てに」「黒い鳩の群れに」といった“黒いシリーズ”を描いた。一方、1968年の『週刊少年ジャンプ』創刊2号で読切「負け犬」を描いてから、同誌の準レギュラー作家として『グズ六行進曲』『オキナワ』などを連載。少年週刊誌の漫画家としても活躍する。『オキナワ』では、日本復帰直前の米軍基地問題を描くため、沖縄での現地取材も行った。

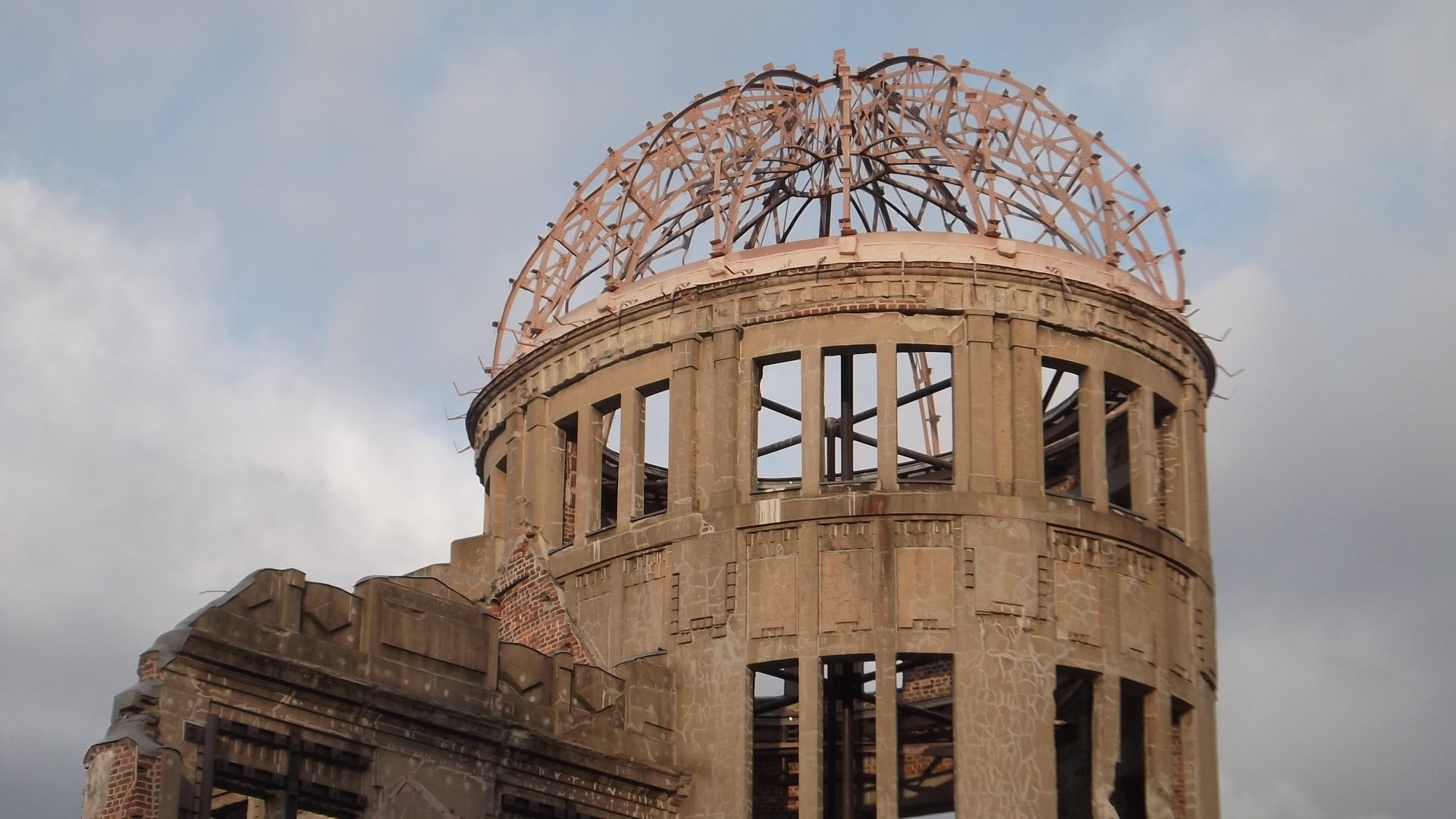
原爆ドーム（2012年11月撮影）

代表作となる『はだしのゲン』は、中沢が33歳の時に1972年10月号の『別冊少年ジャンプ』で各漫画家の自伝を掲載するという企画がきっかけで誕生した。企画の第一弾として発表された中沢の自伝漫画『おれは見た』に感動した『週刊少年ジャンプ』編集長の長野規に、これを下敷きにした長期連載を勧められて始まったもので、1973年6月から1年半『週刊少年ジャンプ』で連載された。広島の原爆で父、姉、弟を失った主人公の少年、中岡元（なかおか げん）がたくましく生きる姿を描いている。主人公の元の姉と妹の名前は中沢自身の姉と妹の名前をそのまま使用しているなど自伝的要素が強い。連載中の人気は高くなかったものの、1975年の自身初の単行本とともに朝日新聞の社会面で報道されたことをきっかけにマスメディアで取り上げられて、爆発的な売れ行きとなった。その後も掲載誌を変えながら『はだしのゲン』の続きが描かれ、1987年に第一部完結で未完となっている。10数カ国語に翻訳され、単行本は累計で1千万部を越える代表作となった。
『はだしのゲン』は1976年に映画化され、その後三部作となったが、被爆シーンは実写での描写表現が困難だったため、1983年に製作費を調達して自らの手でアニメ化も行った。翌1984年にも自作『黒い雨にうたれて』のアニメ映画を製作。1999年には実写映画『お好み八ちゃん』を製作し、初の映画監督も務めた。
2001年（平成13年）頃から、患っていた糖尿病による、左目の網膜症と右目の白内障で視力が低下したため、執筆活動からは遠ざかっていく。
2002年（平成14年）、第14回谷本清平和賞を受賞する。
2004年（平成16年）、アングレーム国際漫画祭環境保護に関する最優秀コミック賞を受賞する。
2008年に肺癌が発見され、手術を行った。その後も肺炎や心臓病でペースメーカーを入れるなどして入退院は3度にわたった。
読者からの要望に応える形で、太田出版からの依頼で『はだしのゲン 第二部 東京編』の連載を決意し、32ページのネームまで出来たところで、眼底出血により中断、周囲に迷惑をかけることを気にして連載を断念、その後のゲンは読者の想像に委ねるとした。
2009年1月に白内障の手術を行うも、網膜症と白内障で細かい絵が描けず体調も芳しくないことから、同年9月14日、正式に漫画家引退を表明した。同年12月8日、かねてから『はだしのゲン』の原稿を寄託していた広島平和記念資料館へ、現存する全ての漫画原画や『はだしのゲン 第二部』のネームなどを市に寄贈すると報じられた。
2011年（平成23年）8月、自身の生い立ちを語ったドキュメンタリー映画『はだしのゲンがみたヒロシマ』が公開された。
2012年（平成24年）12月19日午後2時10分、肺がんのため広島市民病院で死去した。73歳没。亡くなる直前には「好きなマンガを描いて、食べていけたんだから、こんな幸せなことはない。『ゲン』は俺が死んでも残る。『ゲン』が世代を超えて歩んでいってくれれば、それだけでいい」と語っていたという。21日に、本人の意向で 家族葬を行った。死去の事実は同月25日に明らかになった。
2024年、アイズナー賞「コミックの殿堂」を受賞。

## 人物・思想

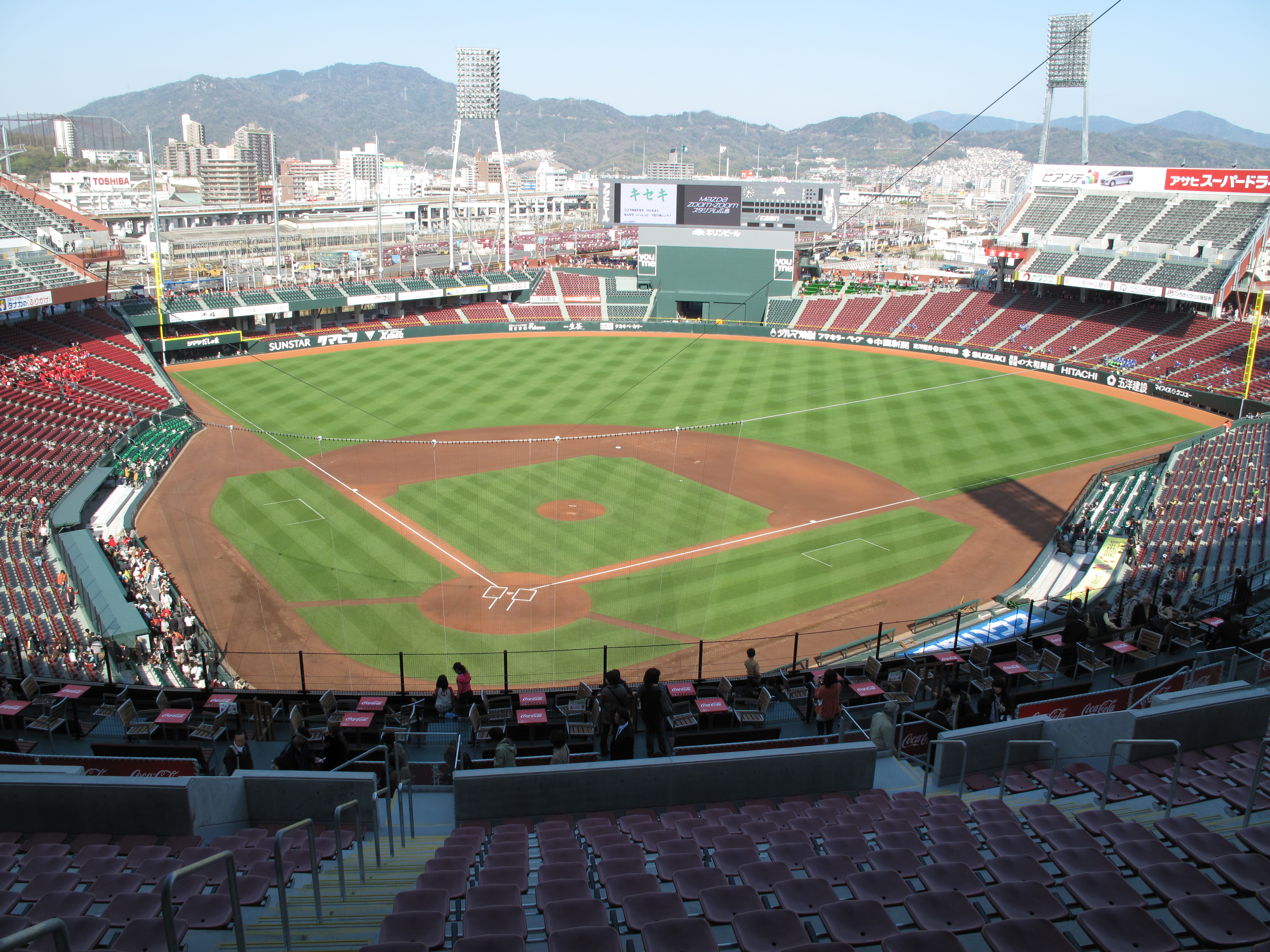
中沢がカープの始球式を務めたMAZDA Zoom-Zoom スタジアム広島

マツダスタジアムの屋内練習場前に設置された広島カープ誕生物語の登場人物達

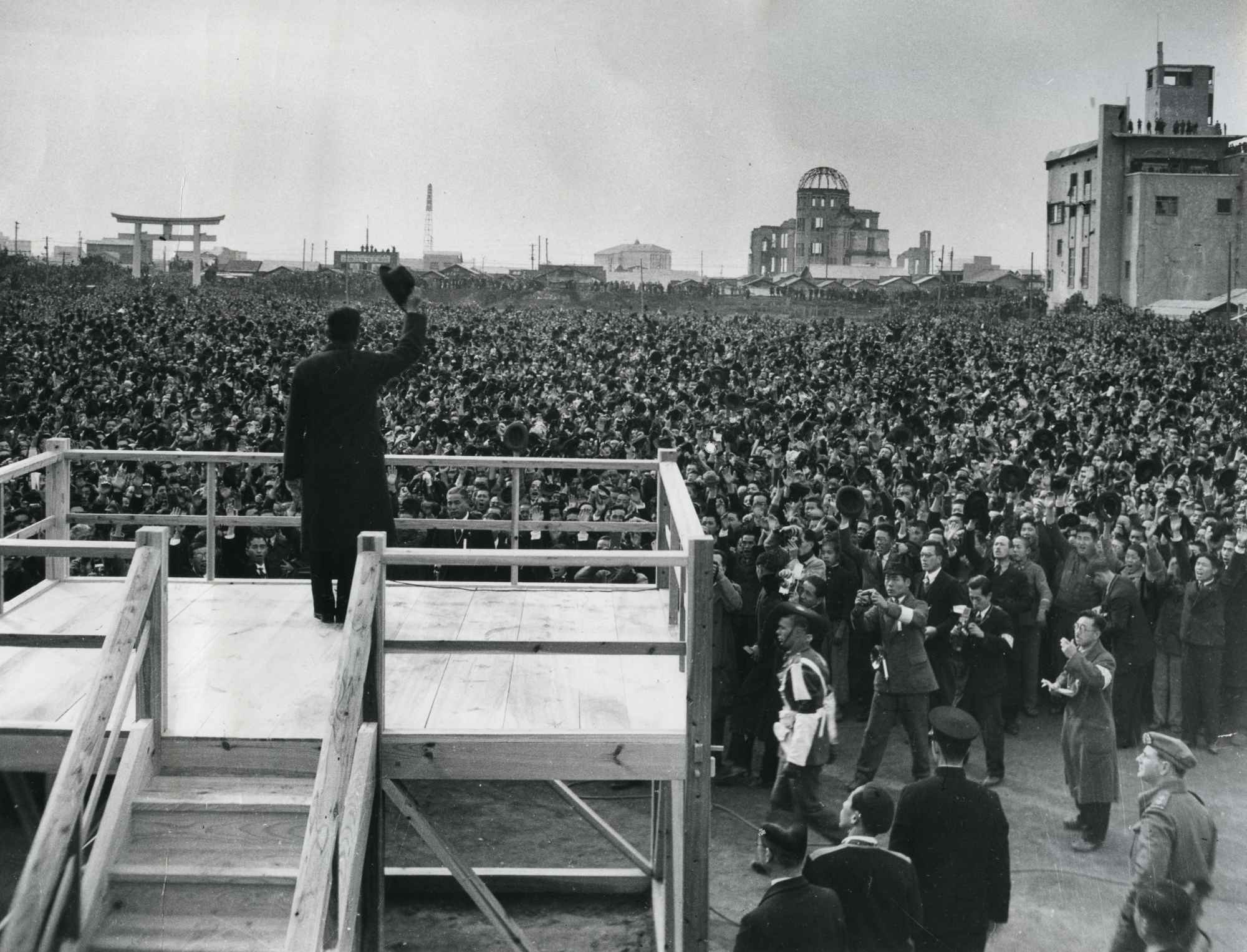
1947年の昭和天皇の広島行幸。広島市民は天皇を歓迎していたのに対し、中沢は天皇に対し激しい怒りを抱いていた。

熱狂的な広島東洋カープファンであり、代表作である『はだしのゲン』にもカープが登場するほか、カープをテーマにした『広島カープ誕生物語』などの作品がある。『はだしのゲン』や『広島カープ誕生物語』には球団草創期における熱狂的なカープファンの常軌を逸した様子も描かれている。中沢は球場観戦も好きで、よく妻をカープ観戦に連れて行っており、カープ見たさに甲子園球場へ出向くほどだった。そんな中沢の影響で結婚するまでカープに興味がなかった妻・ミサヨも、一緒にラジオを聴いたり観戦するうちにファンになっていった。
2011年8月にマツダスタジアムで「ピースナイター」として開催されたカープ対巨人戦では始球式を務めている。中沢は「カープのグラウンドで始球式できるとは夢にも思わなかった。こういうとき（東日本大震災発生から間もない、2011年8月）に野球をやると不謹慎と言われるけど、平和だからできることを喜ばないと」と語っている。
被爆者でありながら、悲惨な被爆体験のため、2011年まで、広島市主催の平和記念式典に出たことはなかった。「原爆に触れるのが嫌だった。（慰霊の日）8時15分が迫ると気分が重い。逃げ回った姿が蘇る」 と述べている。広島平和記念式典については、やらないよりはやった方がいいとは思っていたが、被爆体験への忌まわしさと戦争責任を追及しない内容に「あんな白々しい式典で、あの原爆地獄の苦しみと怒りと、悲しみが、鎮められるかっ」と中沢自身は参加したことはなかった。しかし、広島市から招待され、2011年に「今生の別れのつもりで」と初めて出席した。中沢は戦争を引き起こした戦犯の人形を並べ、市民が石をぶつける式典なら喜んで参加したいと述べている。
中沢の漫画は、妻に手伝ってもらう他には一人で描いていた。これは中沢がアシスタントを雇って作業する方法を嫌っており、自分一人で描くというポリシーを持っているためである（ただし週刊誌連載時には、2人のアシスタントに手伝ってもらっていた）。そういった中沢のこだわりもあり、違う職業の人としか顔を合わせないこともある。理由は、原爆漫画家と同業者からレッテルを貼られていることが不快で、自分の顔を見られることが嫌だからと語っていた。
国家元首だった昭和天皇の戦争責任を主張しているため、戦後も昭和天皇を激しく批判し、昭和時代は天皇制の廃止を強固に求めていた。戦後も戦争責任を取らず退位もしなかった天皇に対する中沢の怒りは、一切の妥協を許さないまでに厳しく、広島に行幸した天皇を指して『人間の神経をもたない冷血人間』『厚顔破廉恥な野郎』と評するほどであった。中沢いわく、「天皇や軍部はポツダム宣言を無視し、その結果、広島・長崎で多くの人が亡くなった。なのに戦後、天皇が広島に来た時には日の丸を振るように学校で言われた。なぜ万歳なのか。今でも腹の中が煮えくり返る思いがある。日本人は甘いと思う」、「天皇ヒロヒトと皇族を助けるために広島と長崎は犠牲にされたのだ」。ポツダム宣言で天皇制が保証されていないことで即座に受諾しなかった天皇の責任性を指摘しており、また、日本の戦争責任者の昭和天皇が生き延びたこととイタリアの戦争責任者のベニート・ムッソリーニが逆さ吊りにされ、イタリア国民に石を投げつけられた末路と正反対であることを比較している。しかし中沢は作中で天皇制批判を描いても嫌がらせがなく拍子に抜けたと言い、自伝や週刊誌や新聞で天皇制批判を載せている。『はだしのゲンへの手紙』では読者の「天皇は憎いですか？」という質問に対し、「天皇の名によってアジアで2000万人、日本では300万人も殺された、私は天皇が憎い」と返答しており、『はだしのゲン 自伝』で沖縄に米軍駐留を申し出た天皇に対して激しい怒りを露わにしている。しかし、『はだしのゲンへの手紙』で1975年（昭和50年）の日本記者クラブで秋信利彦（中国放送記者）の質問の返答で昭和天皇が「原爆投下は戦争中のことだからやむを得ない」と失言したことに対しては悪意がないためか、激しい批判は描かず「私は原爆の実態を天皇に示し、天皇は土下座して心から自分の責任を謝ってほしいと思いました。」と述べており、中沢は他の著書でもこの発言を触れたりしていない。中沢は「広島も長崎も平和を願う思いは一緒」だとして永井隆記念館に色紙を寄贈しているが、永井は昭和天皇を敬っており、謁見も受けていた。
原爆投下の当事者のアメリカに対し怒りを持っており、原爆投下をしたアメリカにはナチスドイツのホロコーストを批判する資格はないと述べており、特にアメリカのABCC（原爆傷害調査委員会）に対しては漫画や自伝でも強い嫌悪感を抱いている。アメリカの原爆投下について『黒い雨にうたれて』では「勝てば官軍、負ければ賊軍、でも勝手すぎる」、『はだしのゲン』では「喧嘩両成敗」と主張している。ただし、アメリカの国力と文化に対しては敬意を示しており、ウォルト・ディズニーの白雪姫が戦前のカラー映画であることに気が付き舌を巻いたという。また、戦後アメリカに訪問しており、ダラスでアニメ『はだしのゲン』の上映を見たり、スミソニアン博物館を見学した際、ピカピカに磨かれたエノラ・ゲイが展示されていることに嫌悪感をあらわにしており、アメリカの在郷軍人協会関係者と原爆問題について議論している。更にニューメキシコとネバダの核実験場、テニアン島を訪れ、原爆不要論を唱えるアメリカ人のピーター・カズニック歴史学教授とも交流がある。中沢は常に「真珠湾を忘れるな」と原爆投下を正当化するアメリカに対し、戦争と核兵器の恐ろしさを知って欲しいと訴えており、アメリカの児童や大統領のバラク・オバマおよびその子女に英語版『はだしのゲン』を読んで欲しいと述べ、実際に贈呈しているが、オバマ一家の手元には届かなかったようである。中沢の死後、2009年のプラハ演説に触発されて、オバマに宛てた広島・長崎への訪問（原爆資料館視察と被爆者との対話）を促す内容の手紙（オバマと交友のあるアメリカ在住の女性に送っていた）が見つかっている。
「原爆しょうがない」発言で辞任した、久間章生に対して「恥ずかしくて大臣を続けていられなかったんでしょ。『はだしのゲン』でも読んでほしいね」と、皮肉たっぷりに述べた。
日中関係に対しては平和交流を期待しており、「日本人が被害者ぶるのではなく他の国で何をしたのかも知っておく必要がある。南京虐殺の資料が出てくると、なんと日本人が酷いことをしたのかというのが出てくる。申し訳ない気持ちでいっぱいになります。」と述べている。
ソビエト連邦が当時構成国だったカザフスタンのセミパラチンスク核実験場で、核実験を行ったことを批判している。
原爆を題材とする反戦漫画家のイメージが強いが、『はだしのゲン 戦後編』『ユーカリの木の下で』と並行して『げんこつ岩太』のようなバイオレンス・ギャグ漫画を描くなど、作風は幅広い。キャリア前半は『超艦不死身』などの戦記漫画や、ハードボイルドタッチのアクション作品も数多く執筆していた。また、『グズ六行進曲』『お好み八ちゃん』など、主人公が一人前の職人や調理師などを目指して努力する「仕事シリーズ」や、『怪獣島の決戦 ゴジラの息子』『大怪獣空中戦　ガメラ対ギャオス』などの怪獣映画のコミカライズも多数手掛けている。

## 作品

### 漫画

#### 原爆・戦争関係
- はだしのゲン - 中沢の代表作。『週刊少年ジャンプ』『市民』『文化評論』『教育評論』で連載。
- おれは見た - 『はだしのゲン』の原型となった、中沢の自伝漫画。元々は『ジャンプ』連載陣が「漫画家になったきっかけ」を読み切りで描き、『月刊少年ジャンプ』にシリーズ連載されたもので、中沢はトップバッターとして執筆した。
- 「黒い」シリーズ
  - 黒い雨にうたれて
  - 黒い川の流れに
  - 黒い鳩の群れに
  - 黒い蝿の叫びに
  - 黒い沈黙の果てに
  - 黒い土の叫びに
  - 黒い糸
- むらさき色のピカ - ある被爆者女性教員が、紫色を嫌う理由が描かれている。
- 永遠のアンカー - 『週刊少年ジャンプ』掲載
- 出発の歌 - 『週刊少年ジャンプ』掲載
- 拍子木の歌 - 『週刊少年ジャンプ』掲載
- いつか見た青い空
- オキナワ - 『週刊少年ジャンプ』連載作品。ジャンプコミックスで単行本化の予定があったが、寸前で発売中止になっている[注 6]。
- ある日突然に - 『週刊少年ジャンプ』掲載
- 何かが起きる - 『週刊少年ジャンプ』掲載
- 赤とんぼの歌 - 『週刊少年ジャンプ』掲載
- ゲキの河 - 戦前の広島市が舞台の作品。『月刊少年チャンピオン』連載
- チンチン電車の詩
- ユーカリの木の下で - 『週刊少年ジャンプ』連載
- あの街この街
- いいタマ一本 - 『週刊少年ジャンプ』掲載
- 超艦不死身 - 大和型戦艦を上回る新型超弩級戦艦でアメリカ軍と戦うという、中沢にしては珍しく反戦要素がない作品。
- 幻の36号 - 秋田書店『漫画王』掲載。日本海軍ラバウル基地を舞台に、2人の航空兵の活躍を描いた作品。

#### その他の漫画
- スパーク1 - デビュー作。『少年画報』に連載。
- 負け犬 - ボクシング漫画。『週刊少年ジャンプ』創刊2号に掲載。
- チエと段平
- 拝啓青空さん
- あさがお日記
- おーい花ちゃん
- 大五郎の恋
- ドスコイ平六
- 三ちゃん出番だよ
- ある恋の物語
- おはよう
- 野球バカ
- 燃えろグズ六 - 『週刊少年ジャンプ』掲載。当時流行っていた根性漫画のアンチテーゼとして描かれた作品。
- グズ六行進曲 - 1971年『週刊少年ジャンプ』連載。
- げんこつ岩太 - ギャグが中心となった作品で、彼の作品としては異色作である。『月刊少年チャンピオン』連載
- 広島カープ誕生物語 - 後に大幅に脚色がなされ、広島東洋カープの結成を描いたアニメ映画『かっ飛ばせ!ドリーマーズ』の原案となった。
- 悪太郎
- 地蔵の松
- タイ焼き音頭
- お好み八ちゃん - 映画化されている。中沢自身が、製作・脚本・監督を務めた。1999年公開[50]。
- 男なら勝利の歌を - 『週刊少年ジャンプ』連載
- 若い嵐　- 『週刊少年ジャンプ』連載
- 黄金の追跡　- 『週刊少年ジャンプ』掲載
- カレーバカ
- われら永遠に
- 宝島
- 進め!!ドンガンデン　- 『月刊少年チャンピオン』連載
- 冒険児ジム - 1970年9月1日〜11月21日に高知新聞に月〜土、福島民報夕刊に1970年10月1日〜12月25日の月〜土、1971年から福井新聞に毎日連載[51]。
- 大怪獣空中戦　ガメラ対ギャオス （原作：高橋二三「少年」1967年4月号別冊付録）
- 怪獣島の決戦 ゴジラの息子 （原作：関沢新一、斯波一絵 「少年」 1968年1月号別冊付録）- ゴジラVSメカゴジラ決戦史、竹書房、1993年、ISBN 978-4884756895 に収録。
- ウルトラセブン「ボーグ星人の巻」 - ウルトラセブン　講談社テレビコミックス、第5集、1968年4月20日発行に収録。

ほか多数

### 絵本
- 絵本 はだしのゲン 作・絵 中沢啓治 - ISBN 4811300505
- 絵本 クロがいた夏 作・絵 中沢啓治 - ISBN 9784990285043
- クロがいた夏 - 中沢家で飼っていたネコを物語のメインに据えた、実話に基づく絵本。1990年（平成2年）には中沢自身が脚本なども手がけ、アニメ化されている[注 7]。

### 著書
- 『はだしのゲンはピカドンを忘れない』岩波書店、1982年 ISBN 400004947X
- 『「ヒロシマ」の空白 中沢家始末記』日本図書センター、1987年 ISBN 4820506676
- 『はだしのゲン 自伝』教育史料出版会、1994年 ISBN 4876522634 - 『「ヒロシマの空白」 中沢家始末記』の改訂版
- 『はだしのゲンはヒロシマを忘れない』岩波書店、2008年 ISBN 4000094351
- 『はだしのゲン わたしの遺書』朝日学生新聞社, 2012年 ISBN 9784904826799

### 映画
- 『はだしのゲン』（1983年 アニメ映画 製作・原作・脚本）
- 『黒い雨にうたれて』（1984年 アニメ映画 製作・企画・原作・脚本）
- 『クロがいた夏』（1990年 アニメ映画 原作・脚本）
- 『お好み八ちゃん』（1999年 実写映画 製作・原作・脚色・監督）

### 映像化作品
- 『はだしのゲン』（1976年 実写映画）
- 『はだしのゲン 涙の爆発』（1977年 実写映画）
- 『はだしのゲン PART3 ヒロシマのたたかい』（1980年 実写映画）
- 『はだしのゲン2』（1986年 アニメ映画）
- 『かっ飛ばせ!ドリーマーズ～カープ誕生物語～』（1994年 アニメ映画）
- 『はだしのゲン』（2007年 テレビドラマ）

## 出演

### テレビ
- BS世界のドキュメンタリー「“マンガ”戦場を行く」(Comic Books Go to War)（イタリア、2009年制作、NHK BS1、2010年8月14日）
- INsideOUT「戦後66年『はだしのゲン』が語る被爆」（BS11、2011年8月9日）

### 映画
- 『マッシュルームクラブ』（2005年　ドキュメンタリー映画　本人）
- 『はだしのゲンが見たヒロシマ』（2011年　ドキュメンタリー映画　主演・本人）

## 受賞
- 第14回谷本清平和賞（2002年）
- アングレーム国際漫画祭環境保護に関する最優秀コミック賞（2004年）
- アイズナー賞殿堂入り（2024年）[52]